# Coenonympha

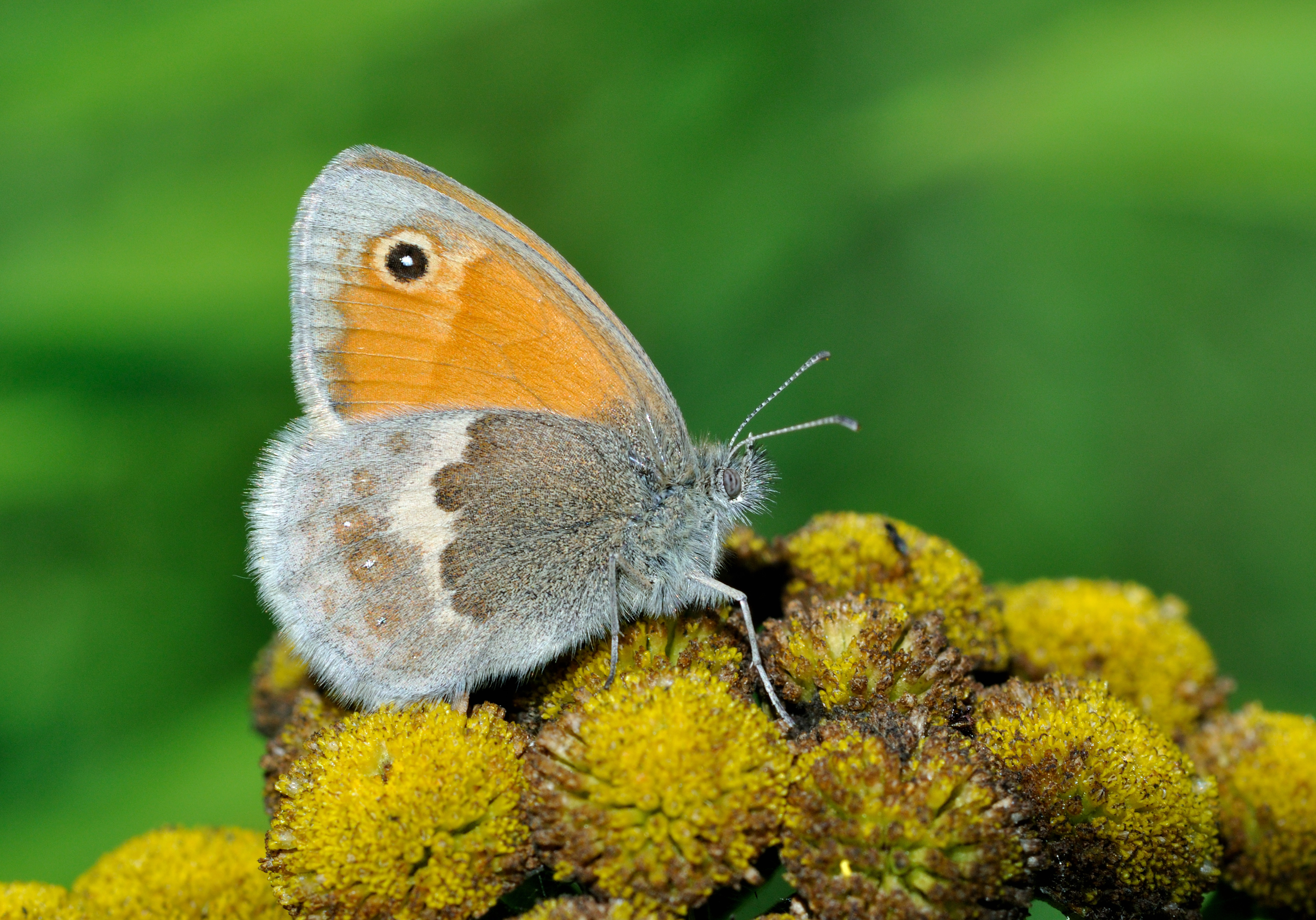
Kleines Wiesenvögelchen (C. pamphilus)

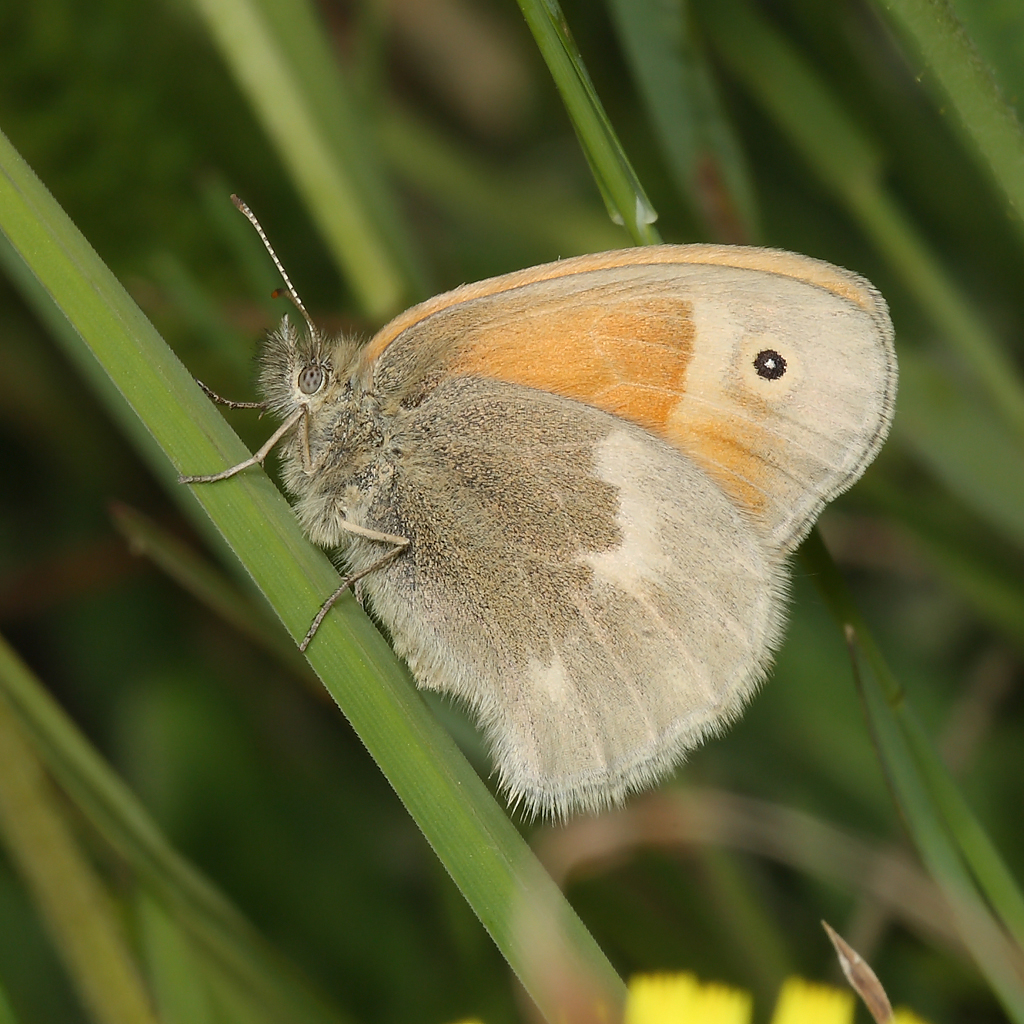
Großes Wiesenvögelchen (C. tullia)

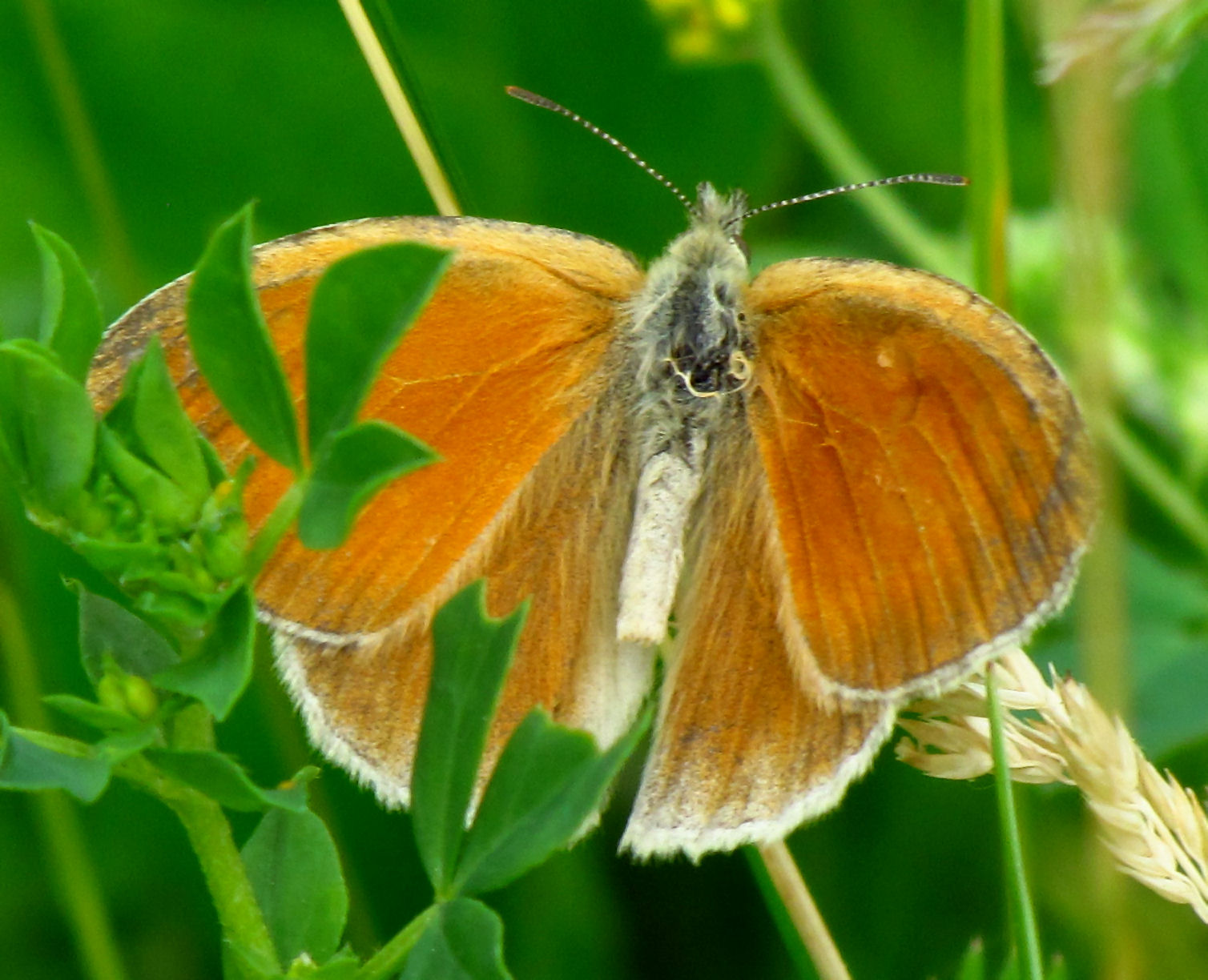
Großes Wiesenvögelchen (C. tullia)

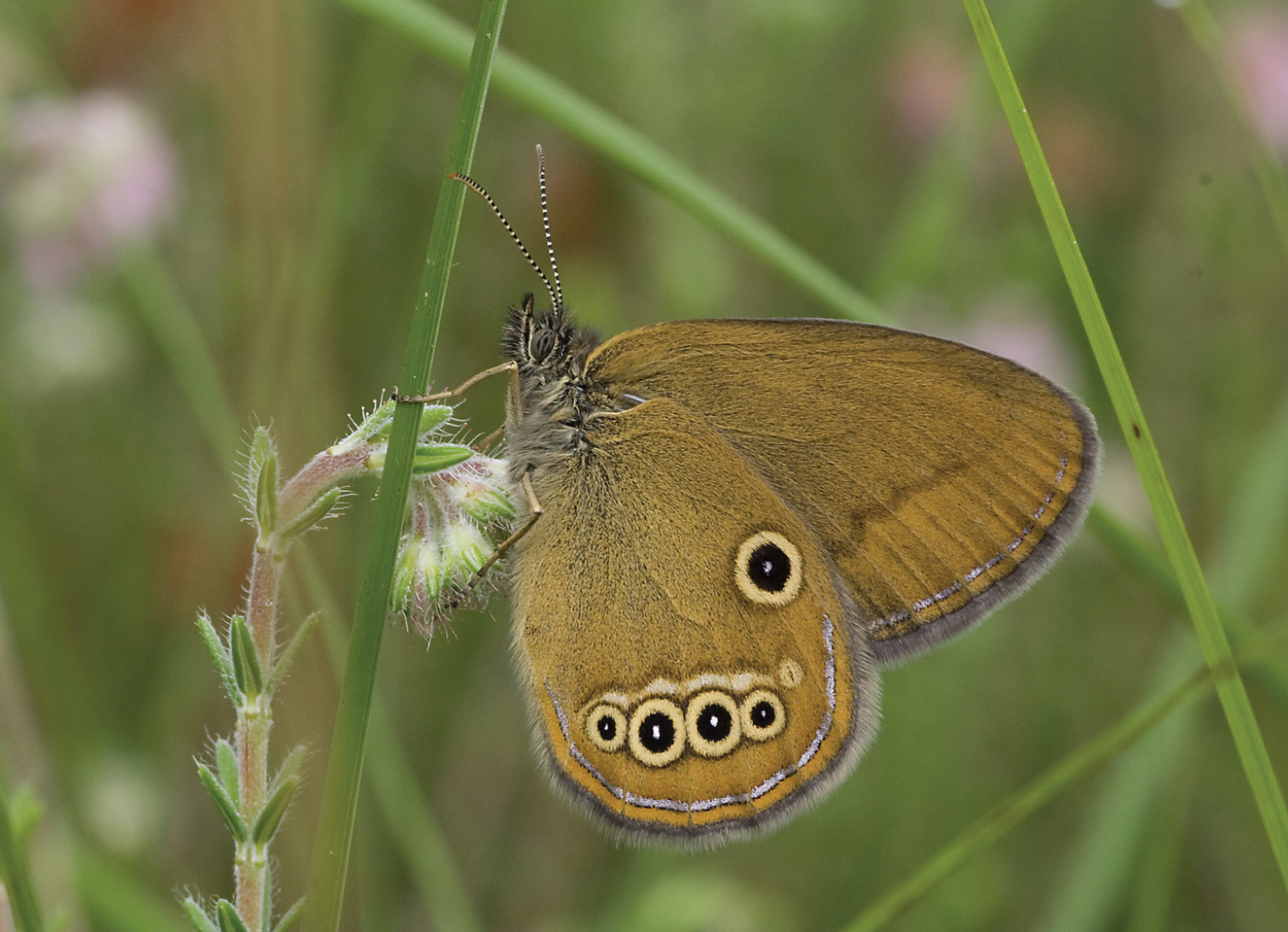
Stromtal-Wiesenvögelchen (C. oedippus)

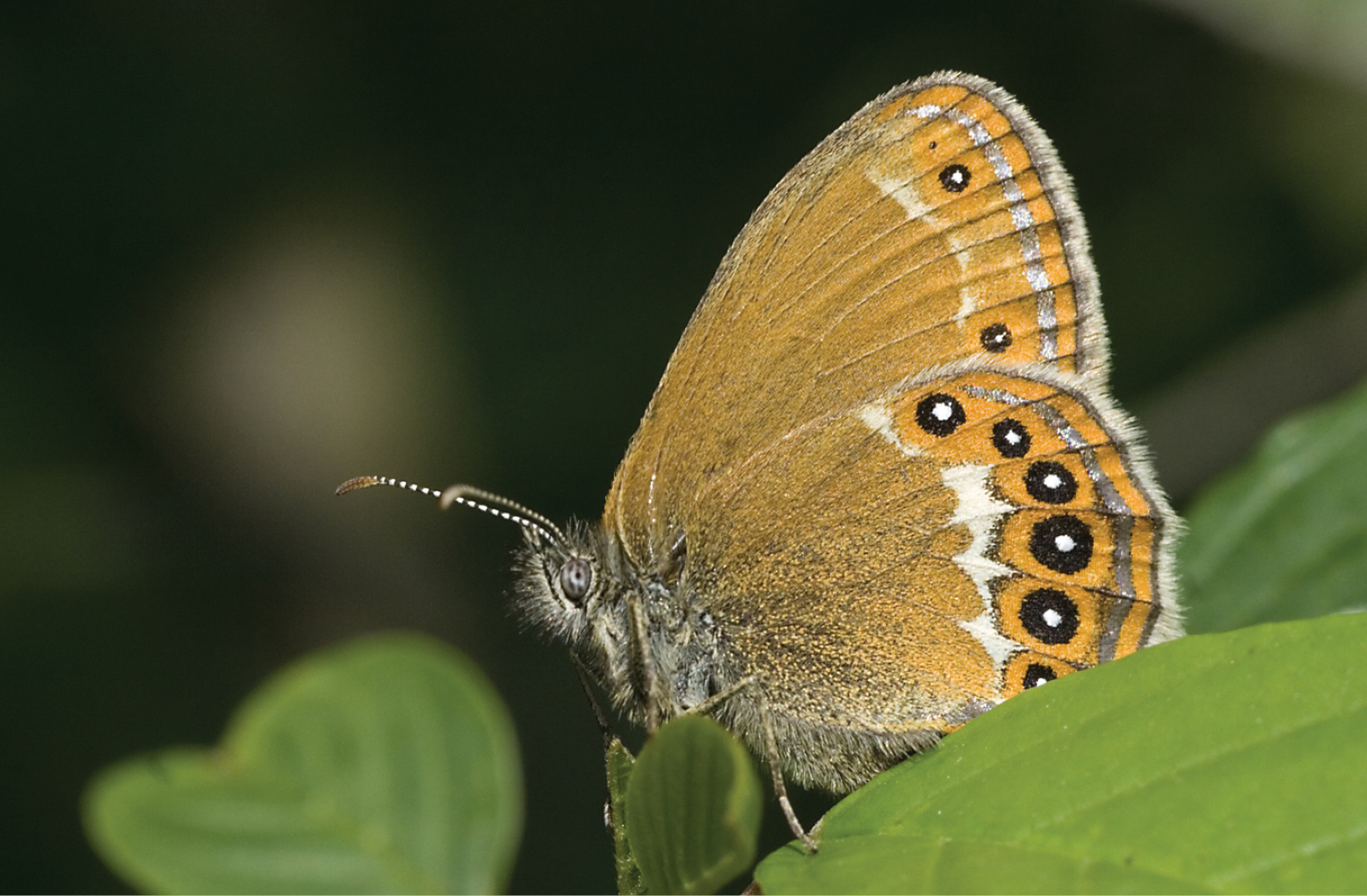
Wald-Wiesenvögelchen (C. hero)

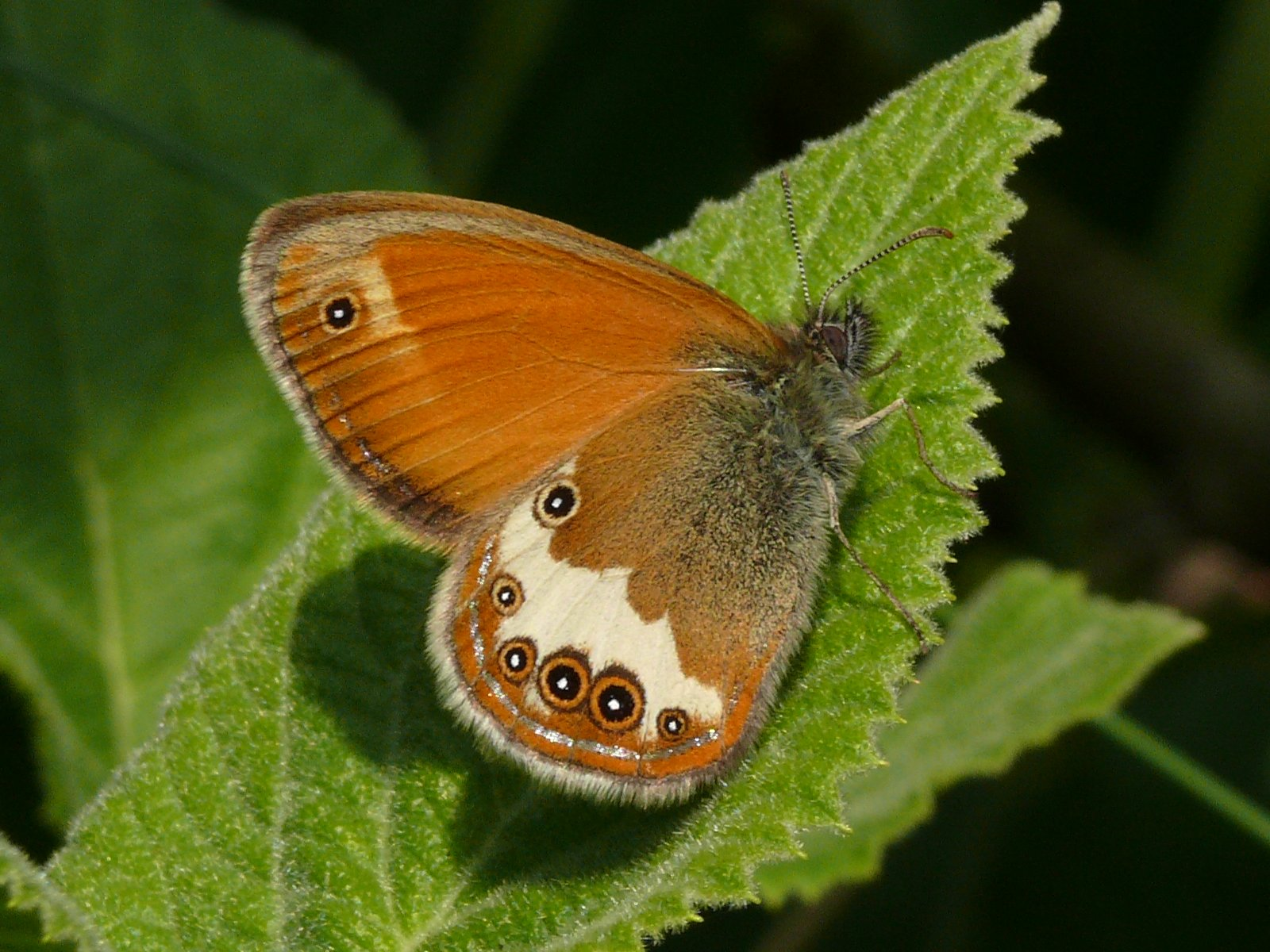
Weißbindiges Wiesenvögelchen (C. arcania)

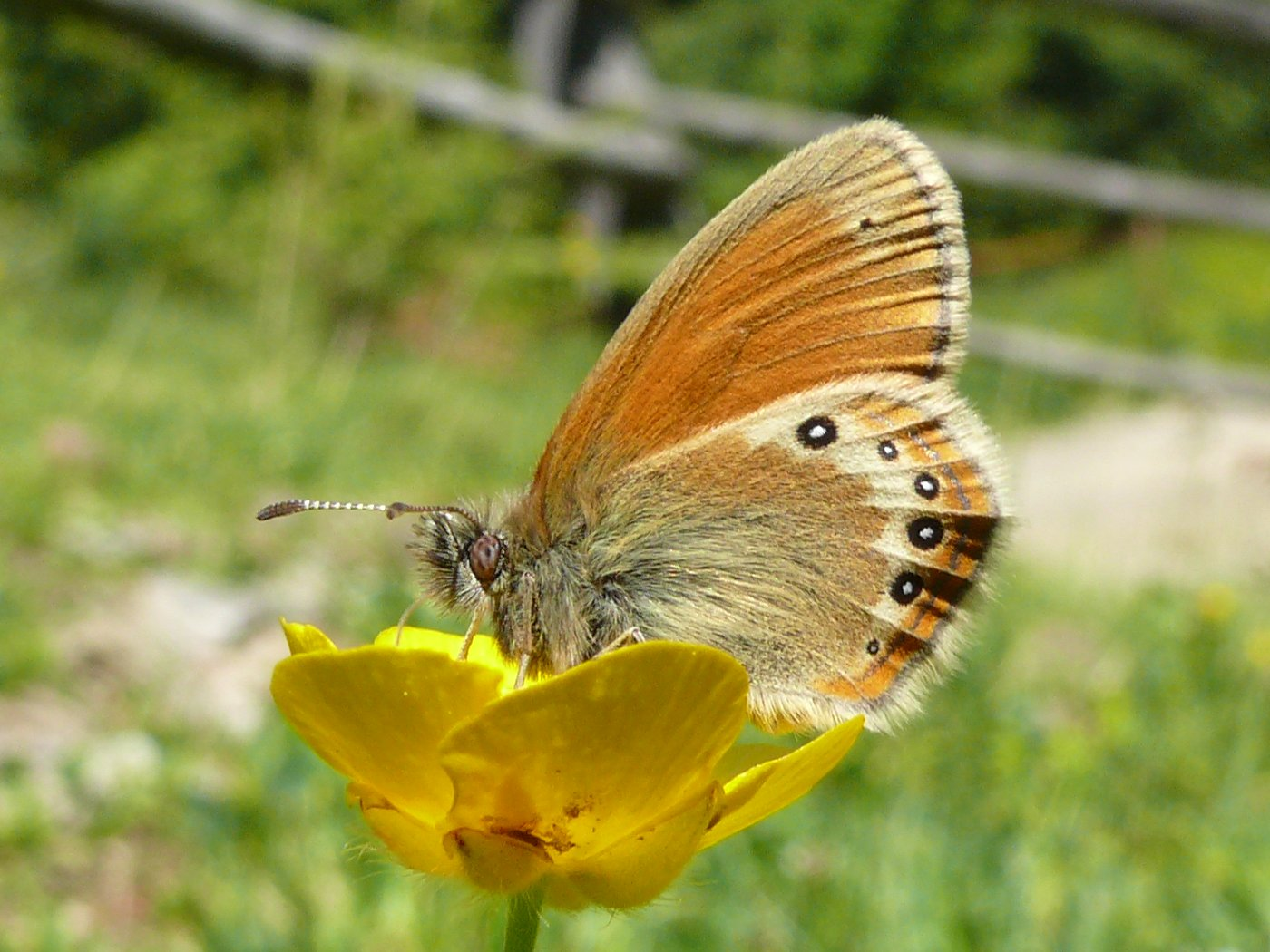
Alpen-Wiesenvögelchen C. gardetta ssp. darwiniana

Coenonympha ist eine über 30 Arten umfassende Schmetterlings-Gattung aus der Unterfamilie der Augenfalter (Satyrinae) in der Familie der Edelfalter (Nymphalidae). Die Gattung ist holarktisch verbreitet und lebt meist in grasigen Lebensräumen. Arten mit deutschem Namen werden als Wiesenvögelchen bezeichnet.

## Merkmale

### Imago
Die Coenonympha sind kleine Falter mit trüben Farben, meist gelb- bis dunkelbraun, selten weißlich gefärbt. Sie sind auf der Oberseite der Flügel entweder augenlos oder haben im Apex ein Auge sowie zuweilen auf den Hinterflügeln mehrere Augen. Der Außenrand der Hinterflügel ist fast kreisrund, selten mit leicht gewelltem Saum, am Analwinkel zuweilen vorgezogen. Die Unterseite ist meist grauem Sand angepasst, aber auf dem Hinterflügeln zuweilen mit metallisch glänzenden Linien am Außenrand und zeigen – besonders bei den waldbewohnenden Arten – eine Serie gekernter Augenflecken. Die Augen sind nackt, die Palpen lang, aufgerichtet und spitz, mit langborstiger, abstehender Behaarung. Die Fühler sind zart, unter halber Costallänge und am Ende kaum merklich verdickt.

### Präimaginalstadien
Die Eier sind länglich und haben Längsrippen. Die grünen, leicht behaarten Raupen sind zart mit kugeligem Kopf und hinten spitz. Die gedrungene Stürzpuppe ist grün oder grau.

## Verbreitung
Die Gattung mit über 30 Arten kommt hauptsächlich in der Paläarktis vor, vier davon im nördlichen Afrika. Zwei Arten kommen in der Nearktis vor. In Europa kommt die Gattung von Nordspanien über ganz Kontinentaleuropa und den britischen Inseln bis zum Polarkreis vor. Nach Osten reicht das Verbreitungsgebiet bis zur Mongolei, China und Korea. Auch die großen Mittelmeerinseln (Balearen, Sardinien, Korsika und Kreta) sind besiedelt. Im nahen Osten reicht die Verbreitung im Süden bis in den Libanon.

## Lebensweise
Die Arten der Gattung Coenonympha leben meist in grasigen Habitaten, wo sie teilweise sehr zahlreich vorkommen. Für die Raupenentwicklung ist die Beschaffenheit der Habitate, wie etwa Verbuschungsgrad, Nährstoffgehalt und Mikroklima, wichtiger als das Vorkommen bestimmter Grasarten. Die Falter legen die Eier einzeln an Bodenstreu oder direkt an Gras ab, von dem sich die Raupen ernähren. Bei allen Arten überwintert die Raupe. Die Puppe hängt nahe der Erde an Stängeln oder Steinen. Die Coenonympha bilden eine bis drei Generationen im Jahr, wobei die mehrbrütigen (polyvoltinen) Arten in nördlichen oder hochgelegenen Lebensräumen weniger Generationen bilden. Den territorialen Arten dienen exponierte Büsche als Balzplätze, an denen die Männchen auf unbefruchtete Weibchen warten. Bei nicht-territorialen Arten fliegen die Männchen umher und suchen Weibchen. Die Falter sind seitliche Absorptionssonner und schließen deshalb sofort nach der Landung ihre Flügel und stellen eine Flügelunterseite ins Lot zur Sonne. Je nach Sonnenstand können sie dabei fast liegen. Untersuchungen an nordwesteuropäischen Arten zeigten, dass Offenlandarten eine längere Lebensdauer und höhere Eiproduktion als Waldarten haben.

## Gefährdung
Einige Arten der Gattung gehören zu den am stärksten gefährdeten Tagfalter-Arten in Europa. Das Stromtal-Wiesenvögelchen (C. oedippus) ist vom Aussterben bedroht. Das Wald-Wiesenvögelchen (C. hero) und das Große Wiesenvögelchen (C. tullia) sind sehr gefährdet. In Nordamerika ist das nur sehr lokal an der kanadischen Ostküste vorkommende Coenonympha nipisiquit durch Lebensraumveränderung und -verlust gefährdet.

## Taxonomie und Systematik
Die Verwandtschaftsverhältnisse innerhalb und außerhalb der Gattung waren lange unklar und sind nicht endgültig geklärt. Genetische Untersuchungen von Kodandaramaiah und Wahlberg aus 2009 führten dazu, dass die Gattungen Lyela Swinhoe, 1908 mit drei Arten (mcmahoni, amirica und myops) und Triphysa Zeller, 1850 mit zwei Arten (phryne und albovenosa) mit der Gattung Coenonympha synonymisiert wurden, da Triphysa mit dem Stromtal-Wiesenvögelchen (C. oedippus) und Lyela mit C. nolckeni jeweils eine Klade bilden.

### Äußere Systematik
Die Verwandtschaftsverhältnisse in der Unterfamilie der Augenfalter sind noch nicht vollständig geklärt. Nach genetischen Analysen bilden die Gattungen Oreixenica, Tisiphone, Nesoxenica, Hypocysta, Lamprolenis, Dodonidia, Argyrophenga, Erebiola, Percnodaimon, Heteronympha, Geitoneura, Oressinoma, Orsotriaena, Zipaetis, Argyronympha zusammen mit Coenonympha die Gruppe Coenonymphina.

### Innere Systematik
Innerhalb der Gattung gibt es viele Artkomplexe mit nicht klar erkennbaren Artgrenzen. Einerseits gibt es innerhalb einiger Arten große Variationen auf Grund ökologischer Unterschiede in den einzelnen Lebensräumen. Auf der anderen Seite gibt es an Kontaktzonen von Arten, die genetisch noch nicht weit auseinander sind, Hybride. Besonders viele ökologische Formen bildet das Große Wiesenvögelchen (Coenonympha tullia), das in Eurasien und Nordamerika vorkommt. Die Unterarten im Grasland sind viel heller als die Wald-Bewohnenden. Diese Art hat noch eine weitere Besonderheit, da sich bei ihr die Populationen Eurasiens und Nordamerikas genetisch stärker unterscheiden als die eurasische Population von den in Eurasien abgetrennten Arten C. amaryllis und C. rhodopensis. Artkomplexe bilden das Weißbindiges Wiesenvögelchen (C. arcania) mit dem Alpen-Wiesenvögelchen (C. gardetta) und dessen Unterart C. gardetta darwiniana, die an Kontaktzonen in den Alpen fruchtbare Hybriden bilden. Genetisch eng verwandt ist C. arcania auch mit dem Wald-Wiesenvögelchen (C. hero), von denen einige, vermutlich sterile, Hybriden aus früheren Kontaktzonen bekannt sind, in denen heute aber C. hero ausgestorben ist.
Die Artenliste fasst einige Taxa, die von manchen auch als eigene Arten betrachtet werden, zusammen. C. iphioides wird als Unterart von C. glycerion betrachtet, da keine Artgrenze festgestellt wurde. C. corinna elbana wird von manchen Autoren als eigene Art betrachtet. Veröffentlichungen zu genetischen Untersuchungen, die diese Annahmen stützen, fehlen aber bislang. C. gardetta darwiniana wird von manchen Autoren als eigene Arten betrachtet. C. orientalis wird von manchen Autoren als Unterart von C. gardetta oder C. leander betrachtet, die Einstufung als Art wird vom Lepiforum und Fauna Europaea geteilt.
- Coenonympha albovenosa Erschoff, 1885 östlich des Ural bis Amur-Gebiet und Korea
- Coenonympha amaryllis (Stoll, 1782) Zentral und Ost-Asien
  - C. amaryllis simingica Murayama, 1986, China
- Coenonympha amirica (Wyatt, 1961) Afghanistan
- Weißbindiges Wiesenvögelchen Coenonympha arcania (Linnaeus, 1761) kontinentales Europa
- Coenonympha arcanioides (Pierret, 1837), auch Marokkanischer Heufalter, Nordwestafrika
- Coenonympha corinna (Hübner, [1804]) Korsika, Sardinien, Elba, Toskana
  - C. corinna corinna, auch Korsischer Heufalter, Korsika, Sardinien
  - C. corinna elbana Staudinger, 1901, auch Elba-Heufalter, Elba, Toskana
- Coenonympha dorus (Esper, 1782) Südwesteuropa
- Coenonympha fettigii Oberthür, 1874 Nordwestafrika
- Alpen-Wiesenvögelchen Coenonympha gardetta (de Prunner, 1798) Alpen, Zentralfrankreich, Balkan
  - C. gardetta gardetta Alpen
  - C. gardetta lecerfi De Lesse, 1910 Zentralfrankreich (Forez)
  - C. gardetta darwiniana Staudinger, 1871, auch Darwins Heufalter, Westalpen (Tessin)
- Rotbraunes Wiesenvögelchen Coenonympha glycerion (Borkhausen, 1788) Eurasien
  - C. glycerion alta Sheljuzhko, Kaukasus
  - C. glycerion beljaevi Dubatolov, 1997, russischer Ferner Osten
  - C. glycerion heroides Christoph, 1893, Sacha (Jakutien)
  - C. glycerion iphicles Staudinger, 1892
  - C. glycerion iphioides Staudinger, 1870 Zentral- und Nordostspanien
  - C. glycerion korshunovi Nekrutenko, Krim
  - C. glycerion wutaica Murayama, 1986, Altai
- Coenonympha haydenii Edwards, W. H., 1872 nördliche Rocky Mountains in den USA
- Wald-Wiesenvögelchen Coenonympha hero (Linnaeus, 1761) gemäßigte Paläarktis
  - C. hero coreana Matsumura, 1927, Korea
  - C. hero latefasciata Matsumura, 1925, Kunaschir
  - C. hero perseis Lederer, 1853, Asien bis zum Pazifik
  - C. hero pilwonis Matsumura, 1925, Sachalin
  - C. hero sabaeus Fabricius, 1775, Osteuropa, Ural, Westsibirien
- Coenonympha leander (Esper, 1784), auch Russischer Heufalter, Südosteuropa, Kaukasus, Türkei
- Coenonympha lyllus (Esper, 1805) Nordwest-Afrika, südliche iberische Halbinsel, Balearen, Sardinien, Libanon, Kurdistan, Nordost-Iran
- Coenonympha macmahoni (Swinhoe 1908) Iran, Afghanistan und Kaukasus-Region
- Coenonympha mahometana (Alpheraky, 1888) Zentralasien: Tian Shan, Alatau
- Coenonympha mangeri Bang-Haas, 1927 Nord-Afghanistan
- Coenonympha mongolica Alpheraky, 1881 östliches Kasachstan, nordwestliches China
- Coenonympha myops (Staudinger, 1881) westliches Kasachstan, Turkmenien und Iran über das südliche Usbekistan und Afghanistan zum Dsungarischen Alatau und dem südlichen Altai.[19]
- Coenonympha nipisiquit (McDonnough, 1939) sehr lokal an der kanadischen Ostküste
- Coenonympha nolckeni Erschoff, 1874 Zentralasien
- Stromtal-Wiesenvögelchen Coenonympha oedippus (Fabricius, 1787) gemäßigte Paläarktis
- Coenonympha orientalis Rebel, 1826 Balkan
- Kleines Wiesenvögelchen Coenonympha pamphilus (Linnaeus, 1758) Westpaläarktis
- Coenonympha phryne (Pallas, 1771) Südukraine bis Altai
- Coenonympha rhodopensis (Elwes, 1900), auch Rhodopen-Heufalter, Italien & Balkan, Zentral-Asien
- Coenonympha saadi (Kollar, 1850) Südost-Türkei, Transkaukasien, Irak und Iran
- Coenonympha semenovi Alpheraky, 1887 Tibet und West-China
  - C. semenovi jiadengyuica Huang & Murayama, 1992, Altai
- Coenonympha sinica Alpheraky, 1888 Tibet
- Coenonympha sunbecca (Eversmann, 1843) Zentralasien: Ferghana, Tian Shan, Alatau
- Coenonympha symphita Lederer, 1870 Nordost-Türkei bis Südwest-Georgien
- Coenonympha thyrsis (Freyer, 1845), auch Kretischer Heufalter, Kreta
- Großes Wiesenvögelchen Coenonympha tullia (Statius Müller, 1764) nördliche Holarktis mit zahlreichen Unterarten
- Coenonympha vaucheri Blachier, 1905 Nordwest Afrika: Hoher Atlas, Rif

### Synonyme
- Phryne Herrich-Schäffer 1844 jüngeres Homonym von Phyrne Meigen, 1800 (Diptera)
- Triphysa Zeller 1850
- Lyela Swinhoe 1908[20]

## Namensherkunft
Der Name Coenonympha, gesprochen Köno'nümfa, leitet sich aus den griechischen Worten κοινός, -η, -όν mit den Bedeutungen gemeinsam, gemeinschaftlich; allgemein, gewöhnlich, allbekannt, öffentlich; gemein, niedrig, vulgär; durch Gemeinschaft verbunden, verwandt und η νύμφη, -ης, die Nymphe, her. Der Name kann als miteinander verwandte Nymphen gedeutet werden.